# 内藤茂
内藤 茂（ないとう しげる、1929年8月5日 ‐ 2005年5月15日）は、日本の在野の日本語学者・日本文学者。八丈方言・和歌を専門とする。

## 経歴
- 1929年8月5日、東京都江東区で出生。
- 國學院大學文学部文学科卒業。
- 東京都府中市立府中第一中学校・同第四中学校・渋谷区立上原中学校教諭。
- 世田谷区立千歳中学校教頭。
- 1979年3月20日時点、東京都八丈島八丈町立末吉中学校校長。（末吉・洞輪沢・友喜荘[1]に長期滞在）
- 1979年4月1日、練馬区立北町中学校[2]校長。
- 1981年3月31日、同退職。
- 1985年1月10日時点、國學院大學文学部講師・日本歌謡学会会員。
- 1991年8月時点、國學院大學文学部講師・神明社宮司。
- 2004年9月26日時点、講演会「暮らしの歳時記〜年末年始の行事について」[3][4]にて講師をつとめる。
  - ※この時点では肩書が「前國學院大學講師」となっているので國學院大學文学部講師は退職している。

## 著書など
- （1979.03.20）『八丈島のショメ節』『八丈島の方言』自家版
- （1981）「八丈島の巻　哀切の情―おもうわよーい―」『言語生活』359
- （？）『木曽おどりのうた』（※内藤茂（1985）に記載あり、自家版か）
- （1985.01.10）『古語に遊ぶ(一)―八丈島方言を中心として―』自家版
- （1987）『古語に遊ぶ(二)―八丈島の方言・習俗を中心として―』（自家版か）
- （1991.08）『藤樹山荘の万葉草花』プリント、藤樹山荘[5][6]
- （2001-2003）「島にある万葉植物(1)-(20)」『南海タイムス』[7]第3009-3120号
  - (01)「万葉集にでてくる植物」；http://nankaitimes.com/2009from2001/kiji/kiji01/kiji010302.html
  - (02)「椿油として使ったヤブツバキ」；http://nankaitimes.com/2009from2001/kiji/kiji01/kiji010316.html
  - (03)「食物を乗せるのに使われたアカメガシワ」；http://nankaitimes.com/2009from2001/kiji/kiji01/kiji010420.html
  - (04)「キセル見立てられたナンバンギセル」；http://www.nankaitimes.com/2009from2001/kiji/kiji01/kiji010518.html
  - (05)「時鳥を引き立てたウツギ」；http://nankaitimes.com/2009from2001/kiji/kiji01/kiji010601.html
  - (06)「ガクアジサイ」；http://nankaitimes.com/2009from2001/kiji/kiji01/kiji010615.html
  - (07)「ガクアジサイ」；http://nankaitimes.com/2009from2001/kiji/kiji01/kiji010622.html
  - (08)「イモ」；http://nankaitimes.com/2009from2001/kiji/kiji01/kiji010727.html
  - (09)「？？？」；
  - (10)「マンジュシャゲ」；http://nankaitimes.com/2009from2001/kiji/kiji01/kiji010921.html
  - (11)「葛粉を作ったクズ」；http://nankaitimes.com/2009from2001/kiji/kiji01/kiji011109.html
  - (12)「鬘（かづら）に掛けたヒカゲノカズラ」；http://nankaitimes.com/2009from2001/kiji/kiji01/kiji011214.html
  - (13)「神の降臨を待つ意のマツ」；http://www.nankaitimes.com/2009from2001/kiji/kiji02/kiji020101.html
  - (14)「神前にも供えられたシキミ」；http://www.nankaitimes.com/2009from2001/kiji/kiji02/kiji020125.html
  - (15)「染色に使われたハンノキ」；http://nankaitimes.com/2009from2001/kiji/kiji02/kiji020419.html
  - (16)「屋根などに着生「ノキシノブ」」；http://nankaitimes.com/2009from2001/kiji/kiji02/kiji020621.html
  - (17)「テイカカズラ」；http://www.nankaitimes.com/2009from2001/kiji/kiji02/kiji020802.html
  - (18)「春の七草 セリ」；http://nankaitimes.com/2009from2001/kiji/kiji03/kiji030101.html
  - (19)「「着き草」からツユクサに」；http://nankaitimes.com/2009from2001/kiji/kiji03/kiji030425.html
  - (20)「海辺に咲く白い花 ハマユウ」；http://nankaitimes.com/2009from2001/kiji/kiji03/kiji030711.html